# Hóquei Clube de Braga
O Hóquei Clube de Braga / SPORMEX, também conhecido como Hóquei de Braga ou pelo acrónimo HCB, é um clube desportivo da cidade de Braga fundado em 18 de Março de 1988 com intuito de manter a prática do hóquei em patins após a extinção desta modalidade pelo ABC de Braga. Nos primeiros 14 anos de actividade utilizou o Pavilhão de Adaúfe tendo-se mudado para o Pavilhão das Goladas no ano de 2002. Disputa o Campeonato Português de Hóquei em Patins e tem equipas em todos os escalões de formação, e na época 2010/2011 e na época 2016/2017 conseguiu qualificar-se em todos os escalões de formação para o campeonato nacional. Conta com cerca de 400 associados.Em 2017 o Hóquei Clube de Braga ,após descida à 2ª divisão na época anterior, conseguiu um efeito histórico ao regressar à 1ª divisão sem qualquer derrota durante o campeonato , perdendo apenas na final com o HCP Grândola.

## Equipa Técnica 2023-24
| Equipa Técnica |                 |                     |
|                | Nome            | Cargo               |
| Portugal       | Tó Neves        | Treinador Principal |
| Portugal       | Rodrigo Botelho | Treinador Adjunto   |
| Portugal       | Jorge Mendes    | Mecânico            |

## Plantel 2023-24
Nota: Bandeiras indicam equipe nacional, conforme definido pelas regras de elegibilidade da FIFA. Os jogadores podem ter mais de uma nacionalidade não-FIFA.
| N.º |  | Posição | Jogador           |
| --- |  | ------- | ----------------- |
| 1   |  |         | Tomás Teixeira    |
| 10  |  |         | Nelson Filipe     |
| 4   |  |         | António Trabulo   |
| 6   |  |         | Gonçalo Meira     |
| 7   |  |         | Miguel Henriques  |
| 8   |  |         | Diogo Seixas      |
| 9   |  |         | Francisco Ribeiro |

| N.º |  | Posição | Jogador            |
| --- |  | ------- | ------------------ |
| 28  |  |         | Vítor Hugo         |
| 49  |  |         | Pedro Mendes       |
| 51  |  |         | Jorge Silva        |
| 87  |  |         | João Silva “Jotta” |

## Palmarés

### Equipa Sénior
- Estreia em seniores - 2001/02;
- Campeão Nacional da 2ª Divisão (2004/05 e 2006/07);
- Estreia no Campeonato Nacional da 1ª Divisão em 2005/06;
- Campeonato Nacional da 1ª Divisão

8 Presenças (2005/06 e 2007/08 a 2013/14);
Melhor Classificação: 5º lugar em 2010/11
- Finalista da Taça de Portugal (2006/07 e 2007/08);
- 1 Presença na Supertaça de Portugal (2ºlugar 2008/09);
- 6 Presenças na Taça World Skate Europe - de 2008/2009 a 2013/2014 (Melhor Classificação: 2º lugar, 2011/12);

### Formação
Iniciados: Campeões Nacionais em 2010/11

Juvenis: Bi-campeões nacionais em 2014/15; Campeões Europeus e Nacionais em 2013/14, vice-campeões nacionais em 2010/11 e 2012/13

Juniores:  Vice-campeões nacionais em 2013/14
A nível de Formação o HC Braga, já conquistou um titulo de campeão nacional de iniciados, tendo já sido vice-campeão de juvenis e ficou em 3.º no juniores. Estes três acontecimentos inéditos aconteceram todos em 2010/2011.
Em 2012-13 O HC Braga foi vice-campeão nacional em juvenis, tendo em 2013/14 conquistado o título de Campeão Nacional de Juvenis.
Em Outubro de 2014, a equipa de Juvenis do HC Braga sagrou-se campeã Europeia ao vencer a 1ª edição da Eurockey Cup Sub-17.
Já a nível regional, os bracarenses contam com muitos títulos como taças do Minho e campeonatos regionais do Minho.

### Atletas do HCB naSeleção Portuguesa de Hóquei em Patins
Na época 2010/2011, alguns atletas bracarenses foram convocados pelas diversas equipas da Seleção Portuguesa de Hóquei em Patins como Heldér Nunes, que fez parte da selecção de sub-20 que disputou o Campeonato do Mundo de Hóquei em Patins Sub-20 de 2011 no qual os portugueses terminaram em 2.º lugar.
Em 2012, Heldér Nunes foi convocado para a Selecção Nacional de Seniores, participando no Campeonato Europeu de Hóquei em Patins Masculino de 2012 em Lordelo. 
Também em 2012, outro atleta do emblema bracarense foi chamado à selecção portuguesa, Miguel Vieira (Campeão nacional de iniciados 2010/2011), disputando o Campeonato Europeu de Hóquei em Patins sub-17 2012, no qual a selecção nacional terminou em 2.º lugar.
Em 2013, Carlos Loureiro sagrou-se Campeão Europeu de sub-17 enquanto Miguel Vieira se sagrou Campeão Mundial de sub-20.
Em 2016, Carlos Loureiro  e António Trabulo sagraram-se Campeões Europeus sub-20,realizado em Pully (Suiça). 
Em 2017, Rodrigo Martins sagrou-se Campeão Europeu de sub-17, que se realizou em Fanano (Itália), enquanto Gonçalo Meira e António Trabulo sagraram-se Campeões Mundiais sub-20,realizado em Nanjing(China). 